# Georg Wilhelm Franz Wenderoth
Georg Wilhelm Franz Wenderoth (en els seus escrits en llatí signava Georgius Guilielmus Franciscus Wenderoth) (17 de gener de 1774, Marburg - † 5 de juny de 1861, ibíd.) va ser un farmacèutic i botànic alemany.

## Biografia
Després de fer d'apotecari a Marburg, i durant alguns anys a Schweinfurt, l'any 1796 va tornar a Marburg per estudiar Medicina i Història natural a la Universitat de Marburg. L'any 1801 finalitza els seus estudis amb el doctorat en Medicina. De 1803 a 1806 és assistent a la Universitat de Marburg an der Lahn. A causa que no guanya ni la càtedra de Botànica ni la de Farmàcia de Marburg, després del decés del seu mestre i professor titular Moench, decideix partir cap a la Universitat Rinteln. Allà ensenya Medicina, Farmàcia, Física, Química, Botànica, així com és curador del seu Jardí botànic. Wenderoth roman allí fins a la dissolució d'aquesta Universitat a la fi de 1809; rebent aquest mateix any un doctorat honorífic de la Facultat de Filosofia, sent l'últim a haver-ho rebut a Rinteln.
A principis de 1810, obté una càtedra a la Universitat de Marburg, rebent-la del professor Merrem, i també serà administrador del seu Jardí botànic; desenvolupant aquí noves estructures físiques i arranjaments que encara són visibles avui.
Quan el rei de Westfàlia, Jerònim Bonaparte, va donar a la Universitat 3,6 ha com a regal de l'Orde teutònic Wenderoth va idear i va desenvolupar tota la seva infraestructura.
Wenderoth morirà en 1861 com a professor de Marburg. Mai es va casar, ni va tenir descendència.
El gènere botànic Wenderothia és nomenat així en el seu honor per Diederich Franz Leonhard von Schlechtendal (1794-1866).

## Obra
Fora de l'obra especificada a sota, Wenderoth va escriure extenses contribucions a periòdics i diaris no descrits aquí.

### Algunes publicacions
- Wenderoth, GWF. Autobiographie. En: Friedrich Wilhelm Strieder: Grundlage zu einer Hessischen Gelehrten-und Schriftsteller-Geschichte. Bd. XVIII. Marburg 1819. pàg. 503-511.
- ----. Beiträge zu der Flora von Hessen. in: Schriften der Gesellschaft zur Beförderung der gesammten Naturwissenschaften zu Marburg. Bd. I. Marburg 1823. pàg. 118-152
- ----. Analecten kritischer Bemerkungen, weiterer Erläuterungen und Nachträge zu und über einige bis dahin theils wenig, theils gar nicht gekannte Gewächse der deutschen und anderen Floren. 1. Heft. Ein Beitrag zu den Schriften der Gesellschaft zur Beförderung der gesammten Naturwissenschaften zu Marburg und den in diesen bereits von dem Verfasser beschriebenen neuen Pflanzen. Kassel 1852. 18 pàg.

### Llibres
- Wenderoth, GWF. Dissertatio inauguralis medica sistens Materiae pharmaceuticae Hassiacae specimen. Marburg 1802. xvi + 70 pàg.
- ----. Ueber Apotheker und Apothekerwesen nebst Vorschlägen zu höchstnöthigen Reformin und Verbesserungen der pharmazeutischen und der damit zusammenhängenden Veranstaltungen im Staate. Gießen 1805. 233 pàg.
- ----. über das Studium der Botanik. Einige Worte an seine akademischen Mitbürger zur Berichtigung seiner angekündigten im Sommer 1805 zu haltenden Vorlesungen über medicinische Botanik. Marburg 1805. 32 pàg.
- ----. Lehrbuch der Botanik. Zu Vorlesungen und zoom Selbststudium. Marburg 1821. xvi + 590 pàg.
- ----. Einige Bemerkungen über verschiedene neue Pflanzenarten des botanischen Gartens in Marburg. Nebst einer Abbildung der Polygala depressa Wender. En: Schriften der Gesellschaft zur Beförderung der gesammten Naturwissenschaften zu Marburg. Vol. 11. Marburg 1831. pàg. 211-267
- ----. Das Akonit und die Akonitarzneien. Bemerkungen über wichtige, einheimische Arzneipflanzen, nebst Vorschlägen in Betreff derselben, den Herren Apothekern, zunächst Kurhessens ertheilt; Aerzten und Medicinalbehörden zur gefälligen Berücksichtigung. Kassel 1837. 23 pàg.
- ----. Die Pflanzen botanischer Gärten, zunächst die des Pflanzengartens der Universität Marburg, unter ihren Catalognummern systematisch aufgeführt und synoptisch beschrieben, zoom Gebrauche bei dem Besuche solcher Gärten für Studirende und Freunde der Pflanzenwelt. 1. Heft: bie natürliche Ordnung der Coniferen enthartend. Kassel 1851. xviii + 64 pàg.[4]
- ----. Versuch einer Charakteristik der Vegetation von Kurhessen. Als Einleitung in die Flora donessis Landes. Nebst zwei Probebogen: einer der Flora hassiaca und einer der Flora marburgensis. Kassel 1839. xii + 155 pàg. (= Schriften der Gesellschaft zur Beförderung, der gesammten Naturwissenschaften zu Marburg. Vol. IV).
- ----. Flora Hassiaca oder systematisches Verzeichnis aller bis jetzt in Kurhessen und (hinsichtlich der selteneren) in den nächst angrenzenden Gegenden des Grossherzogthums Hessen-Darmstadt o.s.w. beobachteten Pflanzen, enthaltend die offen blühenden Gewächse. Kassel 1846. XXVIiI + 402 pàg.
- ----. Der Pflanzengarten der Universität Marburg. Die Geschichte desselben erzählt. Marburg 1850. 75 pàg.
- ----. Die Pflanzen botanischer Gärten, zunächst die des Pflanzengartens der Universität Marburg, unter ihren Catalognummern systematisch aufgeführt und synoptisch beschrieben, zoom Gebrauche bei dem Besuche solcher Gärten für Studirende und Freunde der Pflanzenwelt. 1a qüestió: Die natürliche Ordnung der Coniferen enthaltend. Kassel 1851. XVIII + 64 pàg. en línia GoogleBooks
- ----. Analecten kritischer Bemerkungen, weiterer Erläuterungen und Nachträge zu und über einige bis dahin theils wenig, theils gar nicht gekannte Gewächse der deutschen und anderen Floren. 1ª ed. Ein Beitrag zu den Schriften der Gesellschaft zur Beförderung der gesammten Naturwissenschaften zu Marburg und den in donessin bereits von dem Verfasser beschriebenen neuen Pflanzen. Kassel 1852. 18 pàg.